# Skævinge Kirke
Skævinge Kirke. Sognekirken i byen Skævinge i Hillerød Kommune. Kirken er en romansk kampestensbygning på hulkantsokkel med rå hjørnekvadre af bl.a. granit og kalksten. Vinduer og døre er af kridt. Tårnet er i renæssancestil, bygget 1614 af Bastian Murmester fra Helsingør, korsarmen nord for koret er dog fra 1935.
I 1757 døde sognepræst Erik Wilhelm Jørgensen Quists hustru Mette Jensdatter Quist (født Rhode). Erik Wilhelm lod opføre et gravkapel til hustruen som en sidebygning til venstre for alteret. Det blev bygget af gule mursten, og har siden 1839 fungeret som sakristi. En mindeplade over Mette Jensdatter hænger stadig i bygningen.

I indberetningerne til Oldsagskommissionen af 1807 fortæller sognepræsten i Skævinge og Gørløse at der findes 2 epitafier over forrige sognepræster. På den ene var skriften ulæselig, på den anden kunne læses en latinsk indskrift: 
"Hic sepultus est vir honestus et doctus Doñs Petrus Nicolai, præpositus provinciæ hujus Strøæ, et pastor ecclesiæ Skefing et Giørløf, qvi piis votis et suspiriis ex hoc ærumnarum pelage ad beatum portum hinc emigravit 29 Julii Ao 1604., ætatis suæ 69, cum uxoribus cariss. Anna Petri f. qvondam mortua et hic recondita, et Chatarina Joannis f. jam relicta moestiss, ex qva qvatuor liberos procreavit, qvi ipsi dudum morte perempti et una hic humati sunt."
 De to epitafier er nu forsvundne.
I 1889 blev fremdraget resterne af kirkens kalkmalerier, heriblandt en for kalkmalerier enestående afbildning af Holger Danske fra ca. 1550. Nogle år før, i 1534, var den danske oversættelse af Holger Danske-krøniken, foretaget af Christiern Pedersen udkommet, hvilket sandsynligvis forklarer motivet.
Altertavlen er et maleri af den vantro Thomas malet af Christoffer Wilhelm Eckersberg. Alterstagerne i barok stil er skænket af Hans Nansen den Yngre i 1696.
Kirkeklokken er støbt 1516, og bærer en latinsk indskrift, der, oversat til dansk, lyder: "Herren elskede Andreas i sødheds duft. Johannes Fastenowe gjorde mig i det Herrens år 1516. Sognepræst var Mathias Henriksen." Indskriften er identisk med indskriften på klokken i Syv Kirke (i landsbyen Kirke Syv syd for Roskilde), og begge kirker var derfor muligvis viet til apostlen Andreas.
- Renæssancetårnet på Skævinge Kirke
- Døbefont i Skævinge Kirke
- Alteret i Skævinge Kirke
- Altertavle af Eckersberg i Skævinge Kirke
- Holger Danske på kalkmaleri fra 1500-tallet i Skævinge Kirke
- Den ældste gravsten på Skævinge Kirkegård
- Den gamle kirkebøsse i Skævinge Kirke
- Orgelet i Skævinge Kirke
- Prædikestolen i Skævinge Kirke
- Kirkeskibet i Skævinge Kirke

## Eksterne kilder og henvisninger
Trap Danmark bind III : Frederiksborg Amt.
- Skævinge Kirke hos KortTilKirken.dk
- Skævinge Kirke hos danmarkskirker.natmus.dk (Danmarks Kirker, Nationalmuseet)

- Wikimedia Commons har flere filer relateret til Skævinge Kirke